# Bradburya heptaphylla
Bradburya heptaphylla là một loài thực vật có hoa trong họ Đậu. Loài này được (Moric.) Kuntze mô tả khoa học đầu tiên năm 1891.